# غونار بيورك
غونار بيورك هو دراج سويدي، ولد في 21 يناير 1891 في ستوكهولم في السويد، وتوفي في 14 فبراير 1980.

## وصلات خارجية
- غونار بيورك على موقع إحصائيات الدراجات الإحترافية (الإنجليزية)
- غونار بيورك على موقع أوليمبيديا (الإنجليزية)
- غونار بيورك على موقع اللجنة الأولمبية السويدية (السويدية)